# Малборгето ди Коређо (Ферара)
Малборгето ди Коређо је насеље у Италији у округу Ферара, региону Емилија-Ромања.
Према процени из 2011. у насељу је живело 182 становника. Насеље се налази на надморској висини од 2 м.